# Kłobuck (stacja kolejowa)
Kłobuck – stacja kolejowa w Kłobucku, w województwie śląskim, w Polsce.
Stacja ta jest przystankiem na linii kolejowej nr 131, czyli magistrali węglowej. W latach 2009–2012 ruch pasażerski był zawieszony. 9 grudnia 2012 roku nastąpiło wznowienie kursów pasażerskich na trasie do Tarnowskich Gór i Katowic. Połączenia obsługiwane były przez Koleje Śląskie. 1 czerwca 2013 roku ruch pasażerski ponownie został zawieszony.  
Pod koniec 2019 roku przewoźnik PKP Intercity S.A. poinformował o planowanym wznowieniu od 2027 r. połączeń dalekobieżnych na linii kolejowej nr 131 z postojem m.in. na stacji Kłobuck. Pod koniec lipca wicemarszałek województwa Śląskiego Grzegorz Boski oraz wiceminister edukacji Henryk Kiepura ogłosili powrót połączeń pasażerskich. Od 15 grudnia 2025 roku pociągi będą kursować w kierunku Chorzewa Siemkowic oraz Chorzowa Batorego. 
Stacja leży na trasie turystycznego  Zielonego Szlaku Kłobuckiego.
Dawne kierunki połączeń:
- Zduńska Wola Karsznice
- Chorzew Siemkowice
- Częstochowa Osobowa